# 芒特布賴爾 (馬里蘭州)
芒特布賴爾（英語：Mount Briar）是位於美國馬里蘭州華盛頓縣的一個普查規定居民點。

## 人口
根據2020年美國人口普查的數據，芒特布賴爾的面積為1.61平方千米，當中陸地面積為1.61平方千米，而水域面積為0.00平方千米。當地共有人口170人，而人口密度為每平方千米105.59人。